# Simó Giribet i Puig
Simó Giribet i Puig (Cervera, 19 d'agost del 1914 - Barcelona, 15 d'agost del 1983) vas ser un músic i compositor cerverí.

## Biografia
Començà els estudis de música amb el seu pare, botiguer de professió i trombonista eventual -com la majoria dels músics de poble de la seva època, necessitava un ofici per guanyar-se la vida al marge de la música-, i continuà la formació a Barcelona, amb A. Massana (possiblement al Conservatori del Liceu) i a l'Escola Musical Molinari  on estudià solfeig i composició. Aprengué piano -del què en fou un excel·lent intèrpret-, trombó, violí i acordió. Acabada la guerra, i després d'haver passat per les files republicanes, el camp de concentració i l'exèrcit franquista, tornà a Cervera on començà a treballar al despatx del notari Hernández Palmés. En morir el seu pare, es feu càrrec temporalment del negoci familiar de vins i licors, fins que la incorporació com a notari cerverí de Lluís Roca-Sastre i Muncunill el recuperà pel despatx. Quan Roca-Sastre s'establí a Barcelona el 1968, Simó Giribet el seguí a la nova destinació. A la capital catalana hi feu, a més, d'assessor musical de l'Esbart Sant Martí.
En la seva estada a la capital de la Segarra, Giribet exercí la docència musical, tocà a la cobla "La Principal de Cervera" i formà part del grup de música lleugera "Los Ocho Astros", on feia de pianista. Quan aquest darrer grup es desfeu el 1947, Giribet fou un dels fundadors del "Conjunto Orotava", on tocava el piano i hi feia funcions de direcció i d'arranjador musical; aquesta darrera funció fou molt important per al grup perquè, per mitjà de l'audició de cançons dedicades dels programes de ràdio, el permetia transcriure en solfa els èxits del moment, i avançar-se a altres orquestres que havien d'esperar la publicació de les partitures. El conjunt subsistí fins als darrers anys 60, quan tres dels integrants, entre els quals Simó Giribet, van deixar Cervera. Giribet també havia tocat tocà en actuacions puntuals com a violinista en les representacions de la Passió i les Completes dels Santíssim Misteri de Cervera, en l'Orquestra de les Caramelles d'Acció Catòlica (anys 40) i també en "El Porvenir Cervariense" (anys 50).
En tant que compositor, produí una gran varietat de ballables, com boleros, tangos, mambos, twists..., que signà amb el nom propi o amb diversos pseudònims, el més emprat dels quals fou S. Diltey. En establir-se a Barcelona es concentrà en l'escriptura de sardanes, de les quals n'acabaria fent una quarantena.
El 20 de juny del 2014, Cervera l'homenatjà al Paranimf de la universitat en ocasió del centenari del seu naixement.

## Obres
- Divertiment número 4, per a piano, clarinet, flauta i violí
- La festa de Sant Magí, glossa per a cant, piano i orquestra. Comprèn la sardana La festa de Sant Magí i la peça Repartiment de l'agua, enregistrades[disc 1]
- Goigs a Sant Pere el Gros
- Goigs al Santíssim Misteri de Cervera, amb lletra de Pere Codina i Martí
- Missa al Santíssim Misteri de Cervera[8]
- Marxa nupcial (sense títol)
- Obres per a piano: Cançó de bressol; 10 miniatures en vals; Humor infantil; Petit minuet; Tres joguines; Vals romàntic
- Boleros Aguas muertas (1950); Ansias de amar (1949); Un beso de verdad (1952); Bolero en Mallorca (1959); Patria solo hay una (1960); Yo quisiera vivir (1950)
- Altres ballables (selecció): Amores en España (1936, pasdoble); Camino de Madeira (fado-fox[disc 2]); Canción a Costa Brava (1959, marxa); La festa s'acabat (1966, marxa amb el pseudònim S. Diltey); Lola trianera (1956, pasdoble); Nació el amor (1951, fox); Orgía de swin (1950, fox); Orotava woogie (1950, amb el pseudònim Sirimon); Rosa vienesa (1961, vals); Style Diltey. Estilo Diltey (1955, fox amb el pseudònim S.Diltey); Traginero (vals-jota); Yo me voy a Bahía (1948, samba)
- Dues havaneres per a orquestra
- Cançons amb lletra de Josep Solsona i Duran: Cervera, Cervera i les sardanes, Durant la primavera i Un violinista

### Sardanes
(selecció)
- L'aplec de Sant Eloi (1977)
- Camí de les Forques (1948)
- La festa de Sant Magí (1975)[disc 3]
- La font de Fillol (1972)[disc 3]
- Jovencells (1971)[disc 4][disc 3]
- Maria Teresa (1948)
- Nova Segarra (1977), sardana obligada de tenora i tible[disc 3]
- Plaça Major[disc 3]
- Sardanes a Sant Pere el Gros (1969)
- El toc del Vilandó (1977)[disc 3]

### Enregistraments
1. ↑  Orquestra Andreví del Conservatori Professional de Música de Cervera. Música del nostre país.  Barcelona: Audiovisuals de Sarrià, 2015. AVS 52438.
2. ↑  Juanita Cuenca y Orquesta. Tu que sabes. Camino de Madeira.  San Sebastián: Columbia, 1956. CGE 60124.
3. 1 2 3 4 5 6  Cobla La Principal de la Bisbal. Cervera, Ciutat Pubilla 1994.  Barcelona: Audiovisuals de Sarrià, 1994. AVS 25.1540.
4. ↑  Cobla Els Únics. Obrim camins.  Barcelona: Audiovisuals de Sarrià, 2001. AVS 25.1759.